# ده (فیلم ۱۳۸۰)
ده فیلمی ایرانی ساخته عباس کیارستمی است که در سال ۱۳۸۰ خورشیدی توزیع شد.

## خلاصه فیلم
در فیلم ده یک زن درون خودرویی نشسته‌است و در ده سکانس با پنج شخص گفتگوهایی انجام می‌دهد و نمایی از زندگی زن امروزی در ایران را نشان می‌دهد. در این فیلم شخصیت اصلی داستان با پسرش، خواهرش، یک عروس آینده، یک روسپی و زنی که به دنبال خواندن نماز است گفتگو می‌کند.

## دربارهٔ فیلم
فروش ویدئویی فیلم در آمریکا بیش از ۱۰۰ هزار دلار گزارش شده‌است. طی یک نظرخواهی که توسط فهرست مجله امپایر در سال ۲۰۰۸ از میان ده هزار سینمارو صورت گرفت، فیلم ده در فهرست ۵۰۰ فیلم برتر تاریخ سینما و در رده ۴۴۷ قرار گرفت.
کیارستمی دربارهٔ این فیلم می‌گوید ساخت فیلم تن بدون دوربین دیجیتال امکان‌پذیر نبود. وی برای این فیلم و چند فیلم دیگر دیگر مجبور نبوده فیلمنامه‌ای به یک تهیه‌کننده یا وزارت ارشاد برای گرفتن مجوز بدهد. ماشین از دید وی مکانی ایدئال برای فیلم با دو صندلی خیلی راحت است که دو فرد کنار هم نشسته‌اند و نه روبروی هم. درحالیکه محیط خانه برای بحث همیشه ایدئال نیست. همچنین به فایده حذف موسیقی متن در این فیلم تأکید می‌کند. از دید او هر یک از بازیگران غیرحرفه‌ای مانند مدرسه بازیگری برای او بودند. نا بازیگران فقط از عهده یک نقش برمی آیند و آن هم نقش خودشان است. به گفته کیارستمی درحالیکه بسیاری از شخصیت‌های فیلم حقیقی هستند، هیچ فاحشه‌ای متقاعد نشده در فیلمش بازی کند و او به ناچار از یک بازیگر خواسته تا نقش فاحشه را بازی کند. لباسهای نا بازیگران لباسهای خودشان و آرایش خودشان بوده‌اند و به گفته او این نشان‌دهند شخصیت آنها بوده‌است اما در یک سکانس روسری سفید انتخاب او بوده. او نخواسته خود را به عنوان کارگردان فیلم (Réalisateur) و کارگردان سینمایی (Metteur en scène) محدود کند.

### ۱۰۰ فیلم برتر قرن ۲۱ به انتخاب بی‌بی‌سی
در نظرسنجی بی‌بی‌سی این فیلم در رده نود و هشتم فیلم‌های برتر قرن ۲۱ قرار گرفت. در این نظرسنجی که در سال ۲۰۱۶ صورت گرفت از ۱۷۷ نفر از منتقدان، نویسندگان، پژوهشگران و استادان دانشگاه در حوزه فیلم و سینما از سراسر جهان خواسته شده بود که ۱۰۰ فیلم محبوب خود که در قرن بیست و یکم میلادی ساخته شده‌است را انتخاب کنند.